# Klan dniepropietrowski
Klan dniepropietrowski – umowna nazwa grupy politycznej, zajmującej jedno z czołowych miejsc w radzieckiej i ukraińskiej polityce i gospodarce od lat 60. XX wieku do początku XXI wieku.
W różnym czasie do grupy tej należeli między innymi: Leonid Breżniew, Wołodymyr Szczerbycki, Łeonid Kuczma, Pawło Łazarenko, Julia Tymoszenko.
Przedstawiciele grupy zajmowali najwyższe stanowiska rządowe, jednak nie zdołali zbudować silnej grupy finansowo-przemysłowej w końcu lat 90. XX wieku, i praktycznie zniknęli jako grupa po roku 2000 z ukraińskiej polityki i gospodarki.